# Хајдеровићи
Хајдеровићи су насељено мјесто у Босни и Херцеговини, у општини Завидовићи, које административно припада Федерацији Босне и Херцеговине. Према попису становништва из 2013. у насељу је живјело 1.784 становника.

## Становништво
| Националност       | 1991.          | 1981.          | 1971.          |
| Муслимани          | 2.311 (98,63%) | 2.035 (99,55%) | 1.841 (97,56%) |
| Срби               | 15 (0,64%)     | 2 (0,09%)      | 28 (1,48%)     |
| Хрвати             | 0              | 0              | 8 (0,42%)      |
| Југословени        | 7 (0,29%)      | 6 (0,29%)      | 0              |
| остали и непознато | 10 (0,42%)     | 1 (0,04%)      | 10 (0,52%)     |
| Укупно             | 2.343          | 2.044          | 1.887          |